# Перхіно
Пе́рхіно (рос. Перхино) — присілок у складі Підосиновського району Кіровської області, Росія. Входить до складу Підосиновського міського поселення.
Населення становить 12 осіб (2010, 25 у 2002).
Національний склад станом на 2002 рік — росіяни 96 %.